# Церква святого Юрія (Вертелка)
Церква святого Юрія у Вертелці — парафія і храм греко-католицької громади Залозецького деканату Тернопільсько-Зборівської архієпархії Української греко-католицької церкви в селі Вертелка Тернопільського району Тернопільської области.

## Історія церкви
Дерев'яна церква, збудована у 1725 році, згоріла, і на її місці у 1918 році постав глиняний храм. У 1989 році його розібрали, щоб звести новий, мурований. Парафія належала до Греко-католицької церкви з початку XVIII століття до 1947 року, коли її приєднали до московського православ'я. Громада повернулася в лоно УГКЦ у 1990 році, а з 1992 року новий мурований храм почали використовувати за призначенням. Освятили його священники о. митрат Василь Івасюк та о. Роман Біль з благословення владики Михаїла Колтуна.
У 2005 році єпископську візитацію парафії здійснив Василій Семенюк. При парафії діють спільноти: Марійська дружина, братство Матері Божої Неустанної Помочі та «Матері в молитві».
На території парафії встановлено місійний хрест (1935), хрест на честь 1000-ліття Хрещення Руси-України (1988), хрест біля в'їзду в село та хрест біля церкви, поставлений на честь скасування панщини. Також тут є фігура Святого Миколая та цвинтар, від якого залишилися лише кілька надгробних хрестів. Фігура Матері Божої знаходиться на подвір'ї приватного будинку.

## Парохи
- о. Бенедикт Левицький (1821-10.12.1858) з 1853 до 10.12.1858[джерело?]
- о. Володимир Левицький (1834-14.08.1869) з 11.12.1858 до 06.05.1862[джерело?]
- о. Модест Держко (1837) з 06.05.1862[джерело?]
- о. Микола Снак (1990—1994),
- о. Василь Жолнович (1994—1998),
- о. Володимир Заболотний (1998—2007),
- о. Олег Кожушко (з вересня 2007).